# Festival d'Angoulême 1992
Le 19e Salon international de la bande dessinée s'est tenu les 23, 24, 25 et 26 janvier 1992 à Angoulême.

## Palmarès
- Alph-Art du meilleur album : Edmond Baudoin, Couma Aco, Futuropolis[1]
- Alph-Art du meilleur album étranger : Bill Watterson (USA), Calvin et Hobbes : En avant, tête de thon, Presses de la cité[1]
- Alph-Art humour : Tome et Janry, Le Petit Spirou : Tu veux mon doigt ?, Dupuis[1]
- Alph-Art coup de cœur : Fabrice Lamy, Olivier Vatine et Alain Clément, Adios Palomita, Delcourt[1]
- Alph-Art du public : Régis Loisel, Peter Pan, Vents d'Ouest[1]
- Alph-Art communication : Les grandes inventions, la musique[1]

Mention spéciale : Pierre Le-Tan, Dossier de presse Chanel, Agence Vue sur la ville
- Alph-Art fanzine : Hop, Aurillac[1]
- Alph-Art avenir : Isabelle Dethan[1]
- Alph-Art scolaire : Frédéric Remuzat[1]
- Alph-Art jeunesse : Tome et Janry, Le Petit Spirou : Tu veux mon doigt ?, Dupuis[1]

Mention spéciale du jury : Jean-Claude Mézières et Pierre Christin, Les Habitants du ciel
- Prix Bloody Mary de l'ACBD : Jean-Luc Abiven, L’autoroute ne passera pas, Rackham[1]
- Concours national de strips : Cédric Billotti, dit Cibi, et Vang Ye
- Prix spécial France Info : George Pratt, Le Baron Rouge, Comics (USA)
- Prix Regard Chrétien Jeunesse du CRIABD France : Rieland et Jung, Yasuda, éditions Hélyode[1]
- Prix de la BD Chrétienne : Cécile Schmitz et Jacques Stocquart, Ignace, nous n'irons plus à Jérusalem, éditions Hélyode[1]
- Prix Spécial France Info : Georges Pratt, Le Baron rouge[1]

## Grand prix de la ville
Frank Margerin

## Grand prix spécial20eanniversaire
Morris

## Déroulement du festival
Canal BD, chaîne de télévision locale créée pour la durée du festival

## Affiche
C'est Gotlib qui dessine l'affiche du Salon international de la bande dessinée.

## Jury
Marcel Gotlib (président), Francis Groux, Yolaine de la Bigne, Jean-Marie de Montrémy, Jean-Paul Germonville, Agnès Vincent, Philippe Cart, Pierre Geneste, Guy Peellaert, Tonino Benacquista.

### Documentation
- « Prix », Hop !, no 52,‎ avril 1992, p. 43-46 (ISSN 0768-9357)